# Mort de rire
Cet article concerne la mort par le rire. Pour la comédie espagnole, voir Mort de rire (film).
 (janvier 2024).
Améliorez-le ou discutez des points à vérifier. 

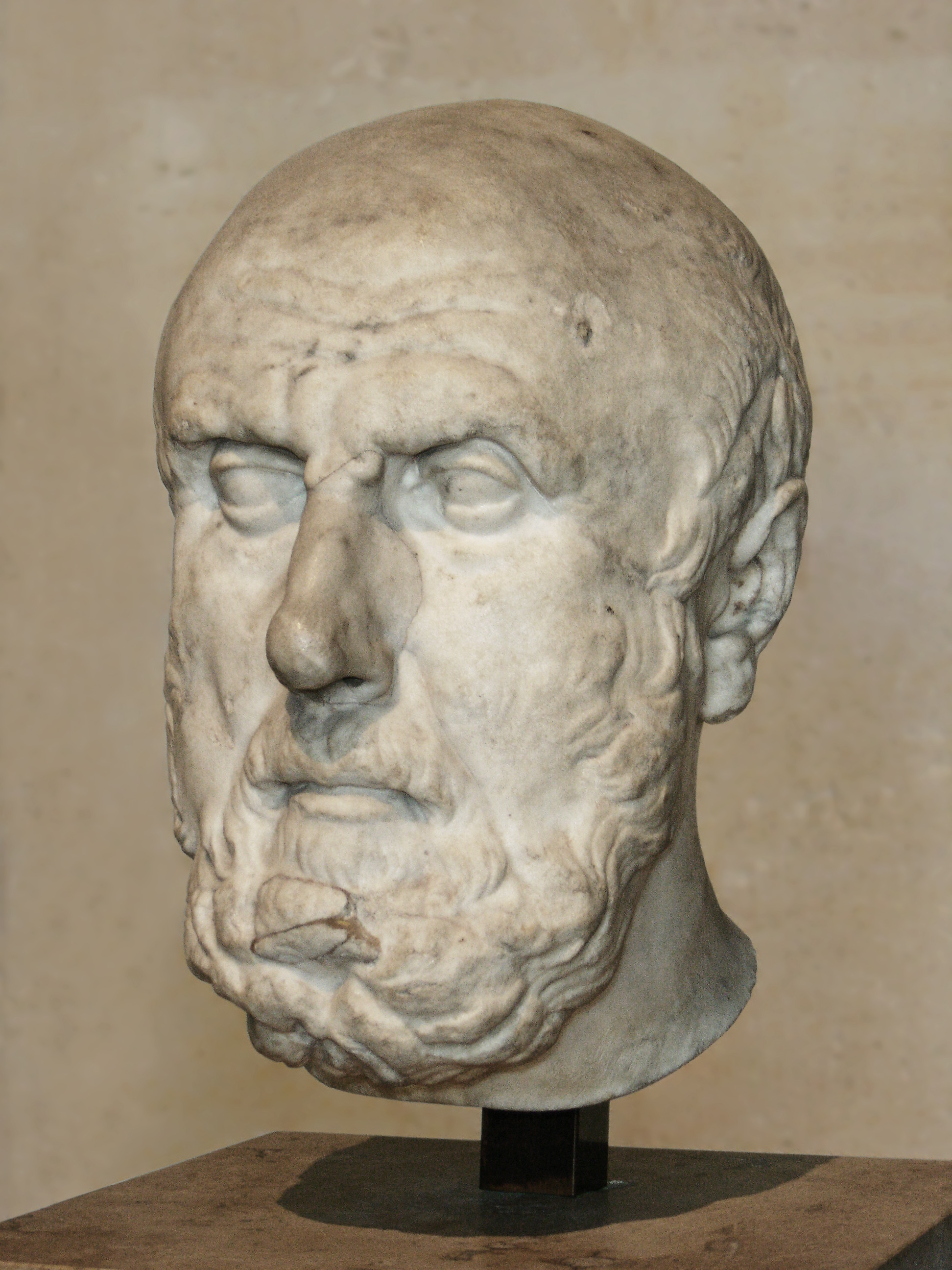
Chrysippe de Soles serait mort de rire.

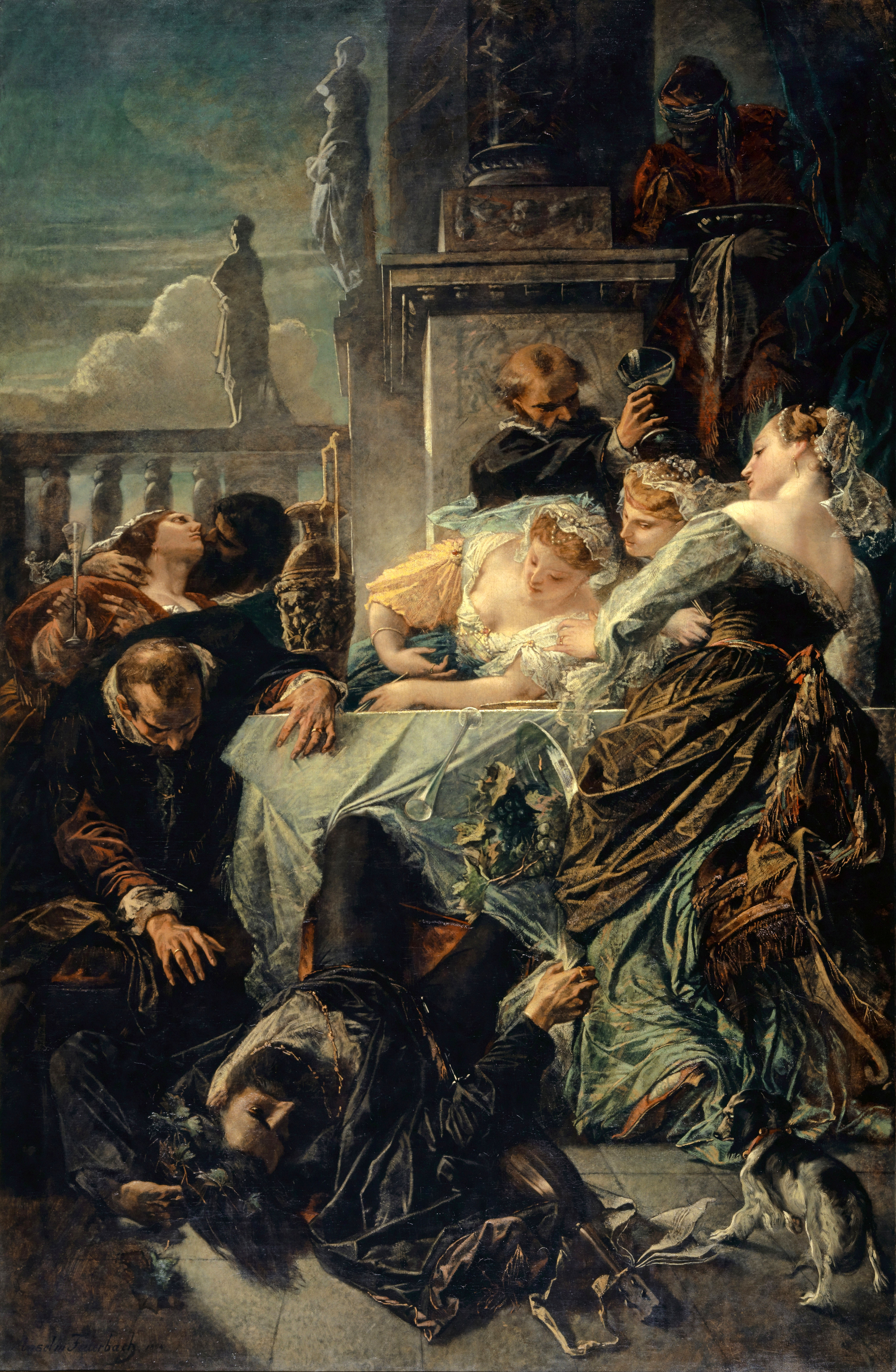
Der Tod des Dichters Pietro Aretino par Anselm Feuerbach.

Mourir de rire fait référence à une rare cause de mort, survenant généralement par arrêt cardiaque ou asphyxie engendrés par une crise de rire. Des personnalités mortes de rire ont été recensées depuis la Grèce antique jusqu'à nos jours.

## Physiopathologie
La mort peut résulter de plusieurs pathologies telles un infarctus du pont ou du bulbe rachidien, que peut entraîner un rire pathologique (rire hystérique, qui peut aussi résulter de la prise de certaines drogues ou de certains poisons (thallium parfois par exemple).
De l'épilepsie gélastique peut-être causée par des lésions focales de l’hypothalamus. En fonction de la taille de la lésion, une précarité émotionnelle peut être un signe d’une grave pathologie, mais n'est pas  elle-même la cause du décès. L’épilepsie gélastique a également été associée au cervelet.

## Personnalités mortes de rire
- Cléopâtre, pharaon de 51 à 30 av. J.-C., déclara que son domestique serait mort de rire après avoir assisté à la mort de son mari.[réf. nécessaire]
- Zeuxis, peintre grec du Ve siècle av. J.-C., serait mort de rire[3].
- Selon le biographe Diogène Laërce, certains prétendent que Chrysippe de Soles, un philosophe stoïcien du IIIe siècle av. J.-C., serait mort de rire : après avoir vu son âne manger des figues, il aurait demandé à ce qu'on lui donne du vin pour les faire passer. Il en aurait ri si violemment qu’il en mourut[4].
- En 1410, le roi Martin Ier d'Aragon serait mort d'une indigestion combinée d'un rire incontrôlable [source insuffisante] [5].
- En 1556, Pietro Aretino serait mort de suffocation à la suite d'un fou-rire irrépressible[6].
- En 1599, le roi birman Nandabayin mourut de rire « en entendant de la bouche d'un marchand italien que la république de Venise était un État libre qui ne possédait pas de roi »[7]
- En 1660, Thomas Urquhart, un aristocrate écossais, polymathe, et premier traducteur des écrits de François Rabelais en anglais, serait mort de rire en entendant que Charles II avait pris le pouvoir[8],[9].
- En 1799, William Cushing, un pauvre qui vivait dans la paroisse de St Andrew, Norwich, Angleterre, « mourut d’une crise de fou rire, qui dura au moins cinq minutes. »
- En 1893, le fermier Wesley Parsons serait mort de rire dans l'Indiana. En entendant une histoire drôle, il aurait été pris d'un rire qui aurait duré près d'une heure et serait mort deux heures plus tard[10].
- Le 24 mars 1975, Alex Mitchell, habitant à King’s Lynn, en Angleterre, est mort alors qu’il regardait « Kung Fu Kapers » un épisode de la série The Goodies, mettant en scène un écossais revêtu d’un kilt battant avec sa cornemuse un maître de l’art martial « Eckythump », qui était armé d’un boudin noir. Après 25 minutes de rire ininterrompu, il s’est effondré, ayant fait un malaise cardiaque, sur son sofa. Sa femme, veuve, envoya plus tard une lettre à The Goodies pour les remercier d’avoir rendu les derniers instants de son mari si plaisants. Un diagnostic du syndrome du QT long chez sa petite-fille en 2012 laisse croire que Mitchell serait mort d'un arrêt cardiaque dû à ce syndrome[11].
- En 1989, Ole Bentzen, un audiologiste danois, est mort de rire en regardant Un poisson nommé Wanda. Son rythme cardiaque serait monté à une fréquence de 250 à 500 battement par minute avant de subir un arrêt cardiaque[12].
- En 1992, Jean Lefebvre raconte avoir causé la mort de deux personnes. Une femme souffrant d'asthme durant la représentation de Je veux voir Mioussov et un homme qui regardait Ne nous fâchons pas[13].
- En 2003, Damnoen Saen-um, un vendeur thaï, serait mort à l'âge de 52 ans alors qu'il riait dans son sommeil[14].

## Personnages fictifs morts de rire
- Selon la mythologie grecque, le devin Calchas mourut après la prédiction d’un autre devin à propos de sa mort qui semblait incorrecte, réalisant donc la prédiction[15].
- Dans le jeu vidéo Fallout, un gangster nommé Victor serait mort de rire après avoir parlé à un joueur dont la caractéristique d’intelligence était trop faible.
- Dans « The Deadly Experiments of Dr. Eeek » (Les Terribles expériences du docteur Onk), provenant de la série Give Yourself Goosebumps de R. L. Stine, il est possible d’avoir une fin où les chimpanzés chatouillent les pieds du protagoniste jusqu’à ce qu’il meure de rire[16].
- Kenny McCormick, un personnage de South Park, souffre dans l’épisode de la cinquième saison « Scott Tenorman doit mourir » d’un destin similaire, alors qu’il regardait une vidéo de Cartman chantant « I’m a little piggy » tout en grognant[17].
- Dans le quatrième film de la saga cinématographique Hunger Games, on suppose que soit le président Snow meurt écraser pas la foule soit en riant jusqu’à s’étouffer avec son propre sang.
- Ana, dans la pièce de théâtre The Clean House de Sarah Ruhl.
- L’ami de Jerry, Fulton, dans Seinfeld dans l’épisode intitulé « The Stand-in » meurt de rire. Jerry, voulant remonter le moral de Fulton qui est hospitalisé, lui raconte des blagues. Elles font tellement rire Fulton qu'il en meurt[18].
- Dans la franchise Batman, le célèbre vilain Joker tue souvent ses victimes en utilisant un poison qui cause une incontrôlable, et rapidement fatale, crise de rire maniaque – le cadavre des victimes est souvent laissé avec un grand et effroyable sourire rappelant celui du Joker. Dans le film de 1989, un reportage de journal télévisé parlant d’un complot impliquant sa toxine (nommée « Smilex » dans le film) est écourté lorsque l’un des reporters commence à rire hystériquement, avant de s’effondrer, mort avec ce rictus caractéristique.
- À la fin du film Mary Poppins, Mr. Dawes Sr. serait mort de rire après qu’on lui ait dit une blague.
- Dans la comédie musicale et le film La petite boutique des horreurs, un personnage s’asphyxie avec du gaz hilarant, et ses derniers mots sont « J’ai ri jusqu’à la mort ».
- Dans l’épisode 12 de la saison 1 de 1000 Ways to die, un homme meurt après avoir ri 36 heures sans s’arrêter à une blague inconnue[19].
- Dans L’âge de glace 3 : Le temps des Dinosaures les héros traversent « Le gouffre de la mort » rempli d’un gaz qui provoque un rire incontrôlable, tuant à chaque fois ceux qui tentent de le traverser.
- Lors d'un épisode du Monty Python's Flying Circus, dans un des sketch nommé La Blague la plus drôle du monde, les Anglais gagnent la Seconde Guerre mondiale en traduisant en allemand une blague tellement drôle qu’elle est létale, et en la transmettant aux troupes allemandes ainsi qu’à deux officiers de la Gestapo.
- Dans l’histoire « Laughter » du livre Double Dare to be Scared : Another thirteen chilling tales, le garçon (personnage principal de l’histoire) rit tellement qu’il en perd littéralement la tête, après avoir été touché par une fée.
- Dans la traduction faite par Coleman Barks du poème de Jalal Al Din Rumi « Rire, Mourir » de sa collection de poèmes « The essential Rumi » : « Il s’ouvrit comme une rose qui tombe à terre et mourut de rire »
- Vingt-deux hommes dans un club de Londres, ainsi que toutes les personnes dans la salle d’audience meurent de rire, dans « The Three Infernal Jokes » de Lord Dunsany. La personne disant la blague était immunisée[20].
- Pecos Bill mourut de rire en voyant un citadin tenter de se pavaner dans un bar, habillé avec des chaussures et un costume en peau d'alligator.
- Shi Eun mourut de rire alors qu’il regardait un film humoristique à l’intérieur d’un théâtre dans la série coréenne dramatique nommée God’s quiz, saison 1, épisode 8.
- Le Serpent dans le célèbre livre de Carlo Collodi, Les aventures de Pinocchio, est mort de rire après avoir vu Pinocchio coincé dans la boue.
- Dans le troisième livre de la saga Le Guide du voyageur galactique « Life, the universe and everything », montrait un personnage nommé Prak qui a été exposé à une très importante dose de sérum de vérité, ce qui l’a fait réciter « la vérité, toute la vérité, et rien que la vérité » durant une longue période. Quand il rencontre Arthur Dent, il entre dans une crise de rire tellement sévère qu’elle le tue dans les jours qui suivent.
- Dans le film de 1932, La Momie, un jeune égyptologue ignore l’avertissement d’une malédiction écrite sur un cercueil et l’ouvre, trouvant dedans le Parchemin de Thot, qu’il recopie. Après l’avoir lu, il rend vie à la momie d’Imhotep. La malédiction s’activant, il commence à rire de manière incontrôlable, et est mentionné plus tard comme étant mort « dans un carcan ».
- Dans le film de 2013 Até que a Sbórnia nos Separe, l’homme rit sans pouvoir s’arrêter et meurt d’une crise cardiaque durant le vote de Caos Building.
- Dans Les Sims 4, si un Sims est « hystérique » pendant trop longtemps, il finit par en mourir[21].
- Dans SOS Daffy Duck, J.P Cubish « meurt de rire » et laisse toute sa fortune à Daffy Duck.
- Les Fouines, personnages animés du film Qui veut la peau de Roger Rabbit ? sorti en 1988 et réalisé par Robert Zemeckis.
- Dans le film Rire et Châtiment, le personnage principal, interprété par José Garcia, fait littéralement mourir de rire l'un de ses amis, ce qui est le point de départ d'un parcours initiatique.